# Cotas

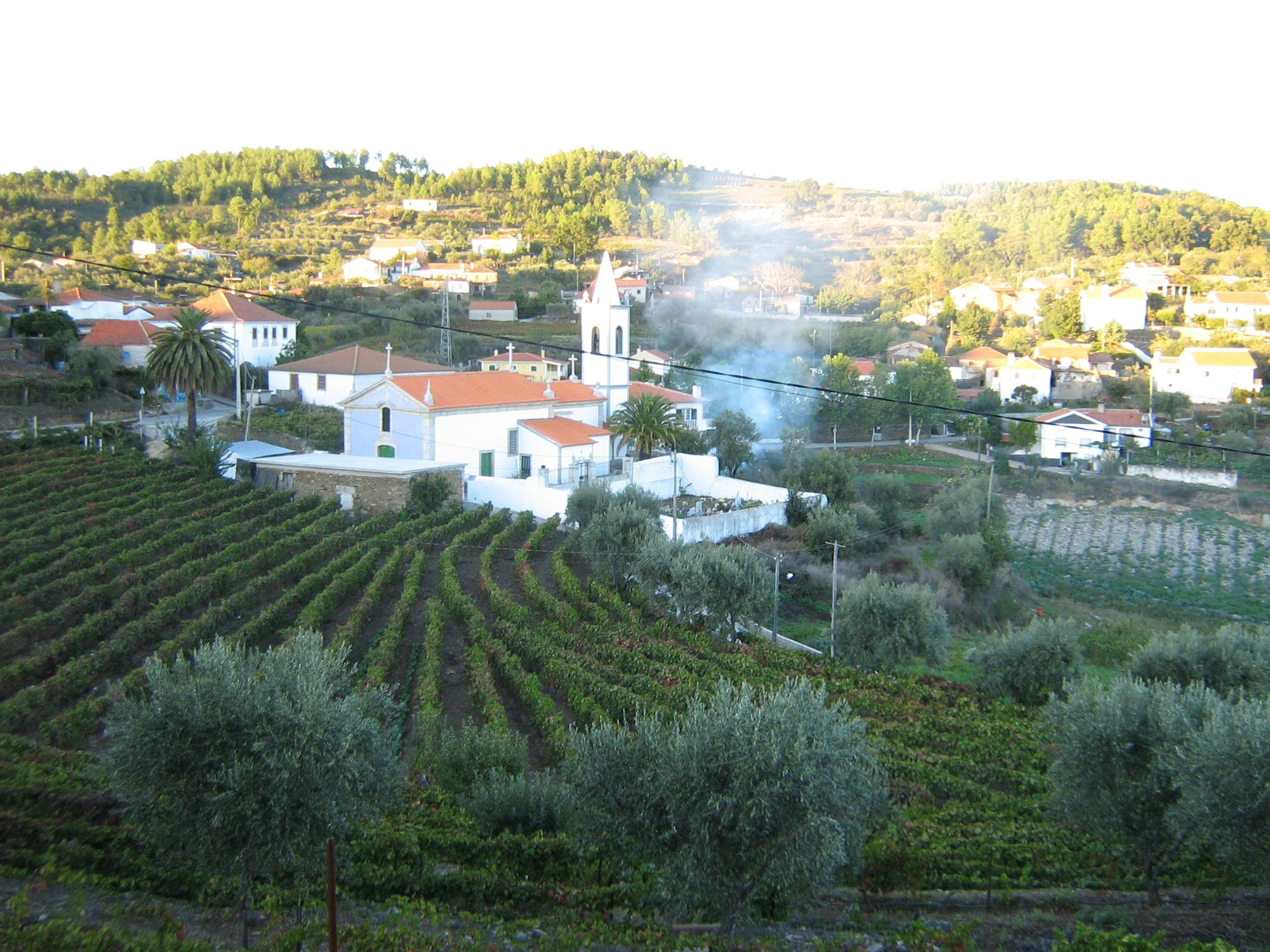
Cotas

Cotas do Douro oder Cotas ist ein Ort und eine ehemalige Gemeinde (Freguesia) im portugiesischen Kreis Alijó. In der Gemeinde lebten 245 Einwohner (Stand 30. Juni 2011).
Am 29. September 2013 wurden die Gemeinden Cotas und Castedo zur neuen Gemeinde União das Freguesias de Castedo e Cotas zusammengefasst.